# Chœurs de l'Armée rouge
Les Chœurs de l'Armée rouge sont deux ensembles officiels de la fédération de Russie. Ces ensembles sont les Chœurs de l'Armée rouge Alexandrov, fondé en 1928 par Alexandre Alexandrov, actuellement sous la tutelle du ministère de la Défense, puis les Chœurs de l'Armée rouge MVD, fondé en 1973 et actuellement sous la tutelle de la garde nationale.

## Ensemble académique de chant et de danse de l'Armée russe A. V. Alexandrov

### Histoire

#### Chronologie

##### Création et débuts

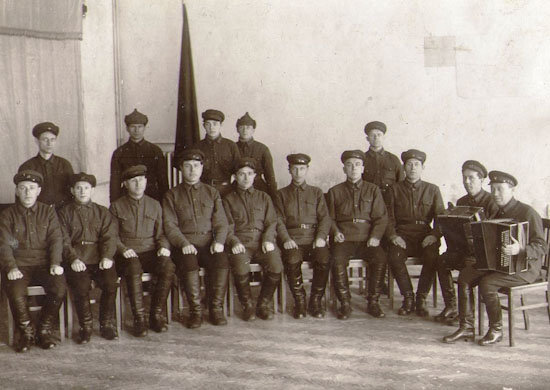
L'ensemble à ses débuts.

À l’occasion du dixième anniversaire de la création de l’Armée rouge, un ensemble fut créé au sein même de l’armée, dans le but de promouvoir l’histoire de l’Armée rouge et de ses héros. C’est en 1928 que le projet voit le jour à l’initiative de responsables du monde de la culture et de l’art. En 1938, l’un d’entre eux, Alexandre Alexandrov, accède à la direction de l’ensemble. Cependant, il a joué un rôle prépondérant depuis la création de l’ensemble, en tant que chef d’orchestre, directeur artistique et directeur musical, et est considéré aujourd’hui comme le fondateur de l’ensemble. En 1978, en son hommage, on ajoute son nom à celui de l’ensemble. En 2019, une rame du métro de Moscou est dédiée à l'ensemble, qui fête cette année-là le 90e anniversaire de sa fondation.
L’ensemble se produit pour la première fois en octobre 1928 à la Maison centrale de l’Armée rouge, alors composé de seulement douze soldats artistes, et Alexandre Alexandrov lui-même en tant que chef d’orchestre. Ils poursuivent leur représentations notamment en Extrême-Orient russe la même année, dans le but d’accroître le moral des troupes en poste à la construction du réseau ferroviaire. On dénombre 135 membres en 1935, et la même année, l’ensemble reçoit l’ordre du Drapeau rouge, l’une des plus hautes décorations militaires de l’Union soviétique. Ils participent également à l’Exposition universelle de 1937 à Paris, événement au cours duquel ils reçoivent le Grand Prix.

##### Seconde Guerre mondiale
Durant la Grande Guerre patriotique, l'ensemble se produit sur tous les fronts du pays, aux côtés des troupes prêtes à être déployées, sur le champ de bataille, dans les tranchées, sur les terrains d'aviation, mais aussi dans les hôpitaux. Ils mettent ainsi leur service pour ce dont ils ont été formés initialement : exalter l'idéal révolutionnaire du pays et remonter le moral des troupes et de la patrie. Durant les premiers jours qui suivent l'opération Barbarossa, Alexandre Alexandrov compose le chant Guerre sacrée, qui deviendra l'un des chants les plus célèbres de la Grande Guerre patriotique. Une composition d'Alexandre Alexandrov est également adoptée comme hymne national par Joseph Staline en 1944, cet hymne dont les paroles ont été modifiées à plusieurs reprises au cours de l'histoire demeure encore aujourd'hui l'hymne national de la fédération de Russie. Au lendemain de la Seconde Guerre mondiale, l'ensemble aura livré plus de 1 400 concerts à travers tout le pays. Alexandre Alexandrov décède en 1946 et laisse son fils, Boris Alexandrov, prendre la direction de l'ensemble.

##### Sous la direction de Boris Alexandrov

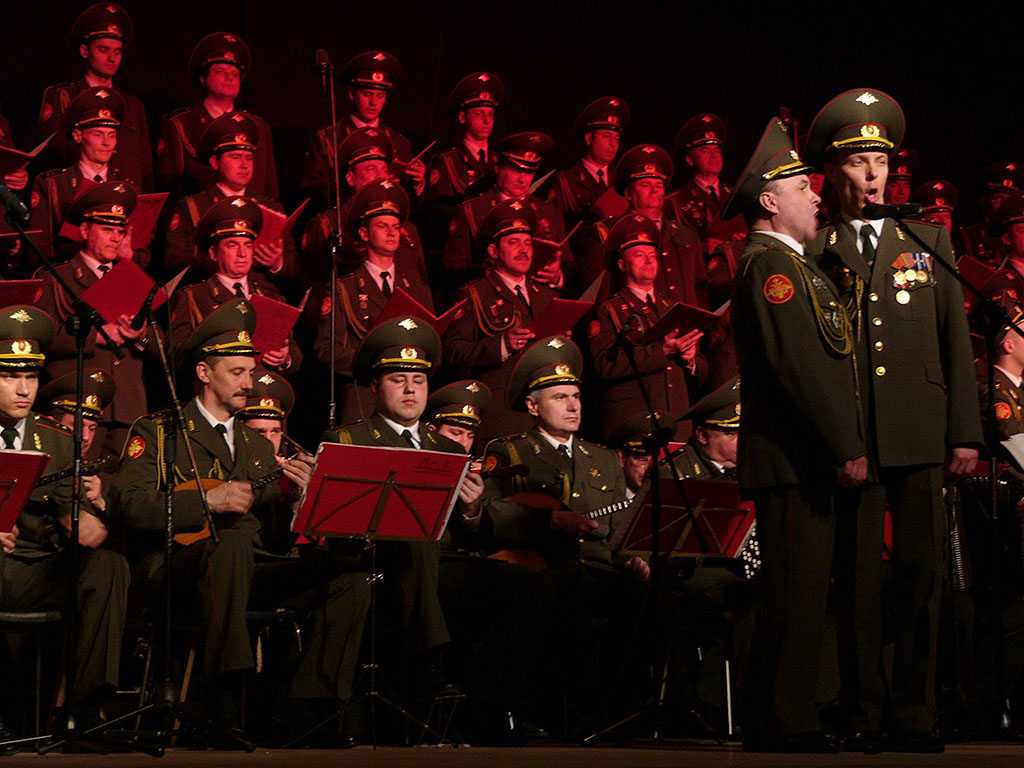
Extrait d'un concert en Pologne en 2006.

Boris Alexandrov accède à la direction de l'ensemble à la suite du décès de son père Alexandre Alexandrov, survenu en juillet 1946, après dix-huit ans de direction. Dans les projets de son père, Boris Alexandrov produit un concert au Gendarmenmarkt à Berlin la même année, s'intitulant le Concert de la Paix à l'occasion de la victoire des pays Alliés sur les forces de l'Axe. Cette victoire accroît considérablement la popularité et l'influence de l'ensemble, enchaînant ainsi des tournées à travers le monde entier, comme en France, en Tchécoslovaquie, à Cuba ou bien au Royaume-Uni. Boris Alexandrov produit un film en 1972 s'intitulant Quand les soldats chantent (en russe : Когда поют солдаты) qui dure une cinquantaine de minutes et dans lequel on peut visionner des extraits de chansons populaires du répertoire de l'ensemble. Boris Alexandrov prend sa retraite en 1987 et décède quelques années plus tard en 1994.

##### Accident d'avion
Le 25 décembre 2016, environ un tiers des artistes de l'ensemble, dont leur chef le lieutenant général Valéry Khalilov, périssent dans un accident d'avion près de Sotchi. La troupe se rendait en Syrie dans le secteur de Lattaquié. Accompagnés notamment par neuf journalistes, les chanteurs du chœur s'apprêtaient à passer le Nouvel An avec les forces russes basées en Syrie,.

##### Tournée mondiale et européenne du90eanniversaire
Le 12 octobre 2018, les Chœurs de l'Armée rouge célèbrent le 90e anniversaire de leur fondation. Cette tournée anniversaire commence au théâtre du Bolchoï à Moscou en octobre 2019, où l'ensemble produit par Thierry Wolf accueille d'autres ensembles notoires comme le ballet Moïsseïev et le ballet du Bolchoï[réf. souhaitée]. Le colonel Guennadi Satcheniouk et son impresario Thierry Wolf décident d'une grande tournée mondiale et l'ensemble se produit par la suite en France, en Suisse et en Belgique en mars et en avril 2019, ensuite dans de nombreux autres pays comme la Serbie, la Tchéquie, l'Italie ou et la Chine puis terminent par une semaine de représentation à Montréal au Canada, où ils accueillent sur scène Isabelle Boulay et le poète Gilles Vigneault.
Après avoir annulé une série de concerts à cause du confinement lié à la pandémie de Covid-19, les Chœurs de l'Armée rouge font leur retour sur scène à Moscou le 24 juin 2020.

##### Invasion russe de l'Ukraine en 2022
À la suite de l'invasion russe de l'Ukraine le 24 février 2022, la tournée que l'Ensemble Alexandrov devait effectuer en Tchéquie a été annulée, tandis que des membres du chœur ont été disqualifiés de participer à des concours tels qu'Operalia.

#### Chefs d'orchestre successifs

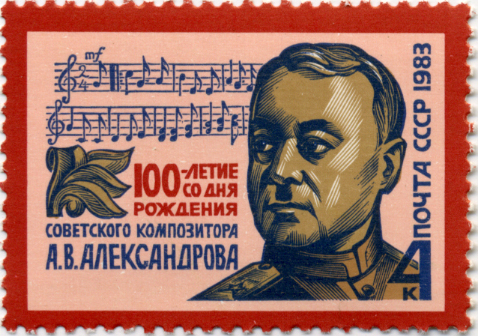
Alexandre Alexandrov, représenté sur un timbre soviétique de 1983.

- De 1928 à 1946 : Général de division Alexandre Alexandrov, Artiste du peuple de l'URSS, lauréat du prix Staline, docteur ès arts, professeur au Conservatoire de Moscou, directeur artistique fondateur et chef de chœur.
- De 1946 à 1987 : Général de division Boris Aleksandrov, Artiste du peuple de l'URSS, Héros du travail socialiste, lauréat des prix Lénine et Staline.
- De 1987 à 1992 : Professeur Colonel Anatoli Maltsev, Artiste du peuple de Russie.
- De 1992 à 1993 : Colonel Igor Germanovitch Agafonnikov, directeur artistique et chef d'orchestre, Artiste du peuple de la RSFSR.
- De 1993 à octobre 2002 : Colonel Dmitri Vasilyevitch Somov, travailleur émérite de la culture de Russie.
- De 1994 à 2003 : Colonel Viktor Alekseyevitch Fiodorov, directeur artistique et chef d'orchestre, Artiste du peuple de Russie.
- De 2003 à 2008 : Colonel Viatcheslav Alekseïevitch Korobko, directeur artistique et chef d'orchestre, Artiste du peuple de Russie, Artiste émérite de Russie.
- D'octobre 2002 à mai 2016 : Colonel Leonid Ivanovich Malev, travailleur émérite de la culture de Russie, artiste émérite de Russie.
- D'août 2008 à novembre 2012 : Professeur Colonel Igor Ivanovitch Rayevski, directeur artistique, Artiste du peuple de Russie, Artiste émérite de Biélorussie, professeur, lauréat du Prix d'État de Tchécoslovaquie.
- De novembre 2012 à mai 2016 et depuis mars 2017 : le colonel Gennady Ksenafontovitch Satcheniouk, directeur artistique de l'ensemble et chef d'orchestre principal, travailleur émérite de la culture de Russie.[19]
- De mai 2016 à décembre 2016 : Professeur Lieutenant-général Valery Mikhailovich Khalilov, chef d'orchestre et directeur artistique de l'Ensemble, Artiste du peuple de la Fédération de Russie et professeur assistant. Khalilov est décédé dans l'accident d'avion de 2016, en même temps que 63 membres de la chorale.

### Collaborations

#### Total Balalaika Show

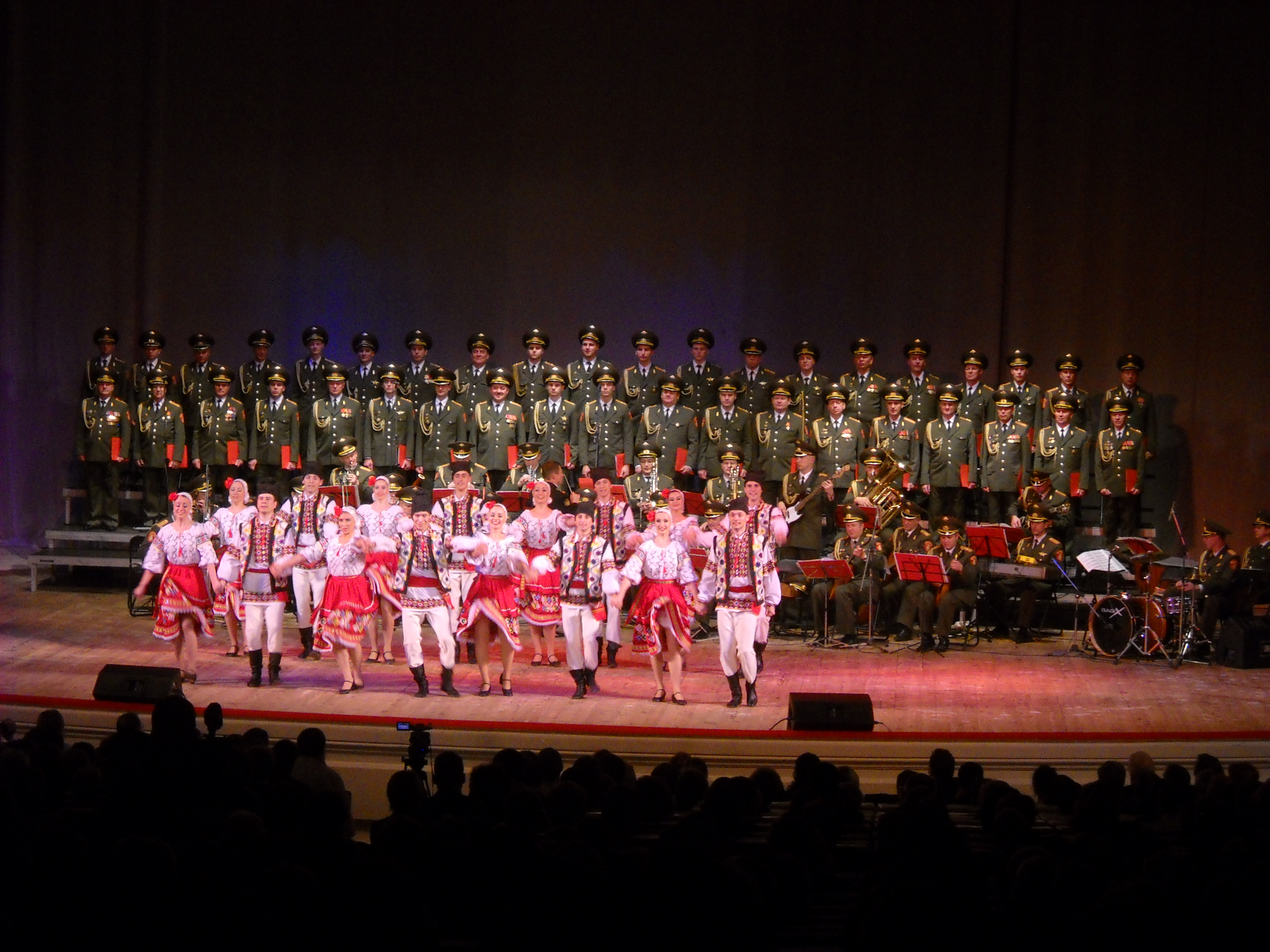
L'ensemble en 2009 à Varsovie avec sa troupe de danseurs.

En 1993, l'ensemble se produit avec le groupe finlandais Leningrad Cowboys, connus non seulement en Finlande, mais également à travers de nombreux pays, pour proposer régulièrement des reprises de tubes internationaux dans des versions improbables, et souvent proches de la tendance heavy metal. L'idée séduit côté russe et aboutit dans les mois qui suivent au Total Balalaika Show. En plein centre de Helsinki, sur la place du Sénat et devant 70 000 spectateurs, les artistes finlandais et russes interprètent dans des versions inattendues des morceaux tels que Happy Together, Sweet Home Alabama ou encore Knockin' on Heaven's Door.

#### Fredericks Goldman Jones
L'ensemble collabore avec le groupe français Fredericks Goldman Jones dans l'album Rouge sorti en 1993, en participant notamment à la chanson du même nom. Par conséquent, l'ensemble participe également à la tournée Rouge de 1994 et à la Tournée des Campagnes de 1995. Après être apparus sur l'antépénultième chanson Il suffira d'un signe, ils sont présentés par Jean-Jacques Goldman en ces mots : 

« Ils ont fait pas mal de kilomètres pour être parmi nous... Il a fallu que beaucoup de choses se passent aussi. Enfin, j'ai le bonheur de vous présenter les chœurs de l'Armée rouge »

Ils interprètent donc la chanson Rouge, puis une partie de Puisque tu pars qui clôture le spectacle. L'ensemble figure aussi sur l'album Du New Morning au Zénith, enregistré à l'occasion de la tournée Rouge.
En 2009, Les Chœurs de l'Armée rouge Alexandrov se produisent pour le Concours Eurovision de la chanson avec les solistes Vadim Ananiev, surnommé « Mister Kalinka », pour interpréter la chanson traditionnelle Kalinka, puis Valeri Gavva pour interpréter la chanson Les Yeux noirs.

#### Isabelle Boulay
À la demande de leur producteur Thierry Wolf, les Chœurs de l'Armée rouge accueillent la chanteuse canadienne Isabelle Boulay durant sept concerts à Montréal du 26 au 30 décembre 2019 sur la scène de la Maison de la Musique.

### Décorations
- Ordre du Drapeau rouge
- Ordre de l'Étoile rouge
- Ordre de l'Étoile rouge (Tchécoslovaquie) (it)
- Ordre du mérite militaire (Mongolie) (es)

## Ensemble académique de chant et de danse des troupes de la Garde nationale de la fédération de Russie

### Histoire

#### Sous la direction de Victor Eliseïev

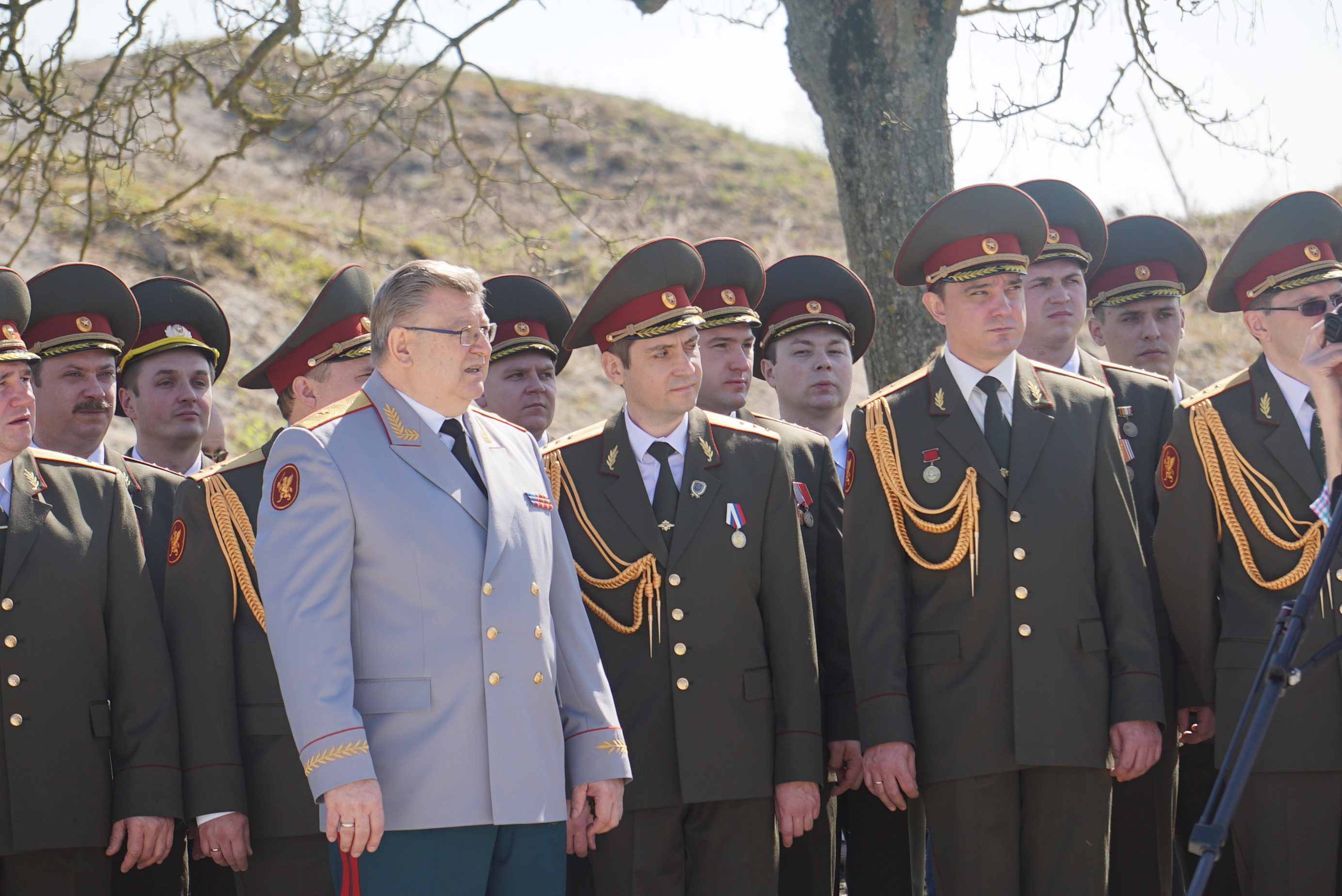
L'ensemble avec son directeur Victor Elisseev au fort de la Pompelle, près de Reims, à l'occasion des Journées de l'Histoire et de l'International en 2017.

L'ensemble ouvre les Jeux olympiques d'hiver de 2014 à Sotchi avec une reprise de Get Lucky du groupe Daft Punk, 30 ans après avoir ouvert les Jeux olympiques d'été de 1980 à Moscou.
En 2016, l'ensemble est affectée à la toute nouvelle Garde nationale et se détache par conséquent du ministère de l'Intérieur, connu sous le sigle MVD.
La dénomination officielle actuelle de l'ensemble est « Ensemble académique de chant et de danse des troupes de la Garde nationale de la fédération de Russie ».
L'ensemble s'est ainsi produit plus de 8 000 fois devant plus de 25 millions de spectateurs à travers le monde. En 1993, l'ensemble reçoit le titre d'ensemble « académique ».

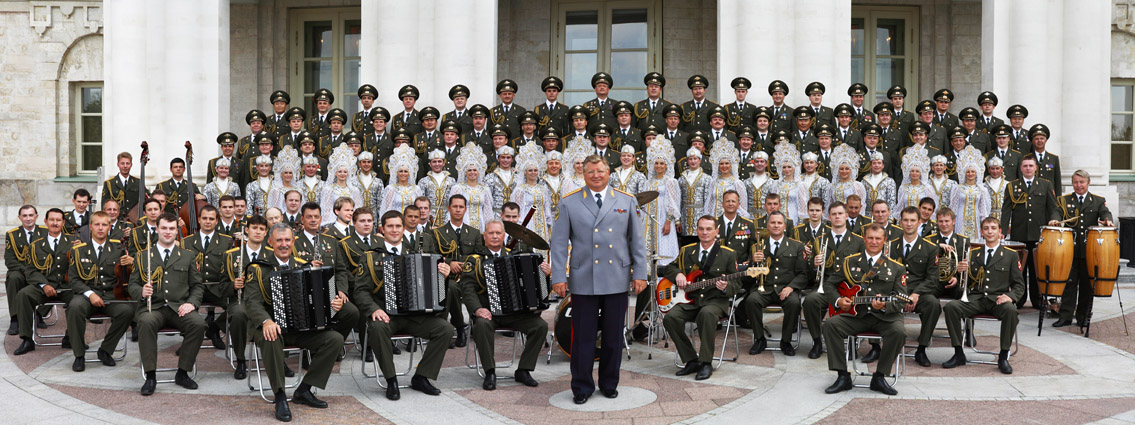
Victor Eliseïev et le Chœur, en 2007.

### Collaborations

#### Vincent Niclo
En 2012, le ténor français Vincent Niclo souhaite réaliser un album reprenant de grands airs d'opéra avec l'ensemble. Il contacte Thierry Wolf , impressario de l'ensemble qui propose au général Victor Eliseev de produire un album. L'ensemble invite alors Vincent Niclo sur leur tournée française produite par FGL PRODUCTIONS en mars 2012 pour qu'il y interprète Ameno et La Marseillaise, deux titres issus de l'album en préparation : Opéra rouge. Ils sortent ensemble l'album Opéra rouge le 24 septembre 2012 qui remportera un réel succès, en restant cinquième des ventes pendant six semaines consécutives.
Vincent Niclo fut invité à deux reprises au Kremlin de Moscou pour interpréter aux côtés de l'ensemble, une fois en novembre 2012 puis une seconde fois en octobre 2018. En mars 2013, ils effectuent une tournée des Zénith en France, en Suisse et en Belgique. Après 37 représentations à guichets fermés, l'ensemble reçoit un triple disque de platine pour près de 300 000 exemplaires vendus de l'album Opéra rouge. L'ensemble continue sa collaboration avec Vincent Niclo en sortant avec le label Deutsche Gammophon l'album O Fortuna le 18 octobre 2013 en Allemagne.

#### Julia Migenes
Lors de l'émission française 300 chœurs pour les fêtes diffusé le 25 décembre 2012 sur TF1, la soprano américaine Julia Migenes interprète avec l'ensemble puis Vincent Niclo Libiamo ne' lieti calici, un extrait de l'opéra La Traviata de Giuseppe Verdi.

#### Céline Dion
Pour la sortie de son nouvel album Sans attendre, Céline Dion a réalisé un grand show le 24 novembre 2012, diffusé sur France 2, où elle a invité l'ensemble et Vincent Niclo, pour interpréter le titre All by myself. Séduite par leur incroyable interprétation, Céline Dion a invité Vincent Niclo et l'ensemble à ouvrir les concerts qu'elle donnera en France et en Belgique à l'automne 2013.

#### Reprises deGet LuckyetHappy
Pour la cérémonie d'ouverture des Jeux olympiques d'hiver 2014 à Sotchi, Thierry Wolf propose à l'ensemble d’interpréter le célèbre titre Get Lucky de Daft Punk. L'événement est visionné par trois milliards de téléspectateurs à travers le monde.
Le 1er janvier 2015, ils décident de fêter la nouvelle année en reprenant le célèbre titre de Happy, de Pharrell Williams.
En 2013, une fausse troupe se faisant passer pour les Chœurs de l'Armée rouge a repris la chanson Skyfall d'Adele, dans une vidéo visionnée par des milliers de personnes.[réf. nécessaire] À la suite de cela, l'ensemble académique Alexandrov reprit la chanson d'Adele lors d'une de leurs tournées.

## Autres ensembles militaires
Outre les Chœurs de l'Armée rouge « officiels » Alexandrov, ainsi que ceux de la Garde nationale, d'autres ensembles militaires existent ou ont existé en Russie et au sein de l'Union Soviétique. Ces ensembles, composés sur le modèle des Chœurs de l'armée rouge d'une chorale, de solistes, d'un orchestre, et d'une troupe de ballet, sont parfois qualifiés par abus de langage de « chœurs de l'armée rouge ». Il leur arrive aussi de jouer de cette confusion lors de tournées ou de ventes à l'étranger.
En russe, on les qualifie d'« ensemble de chant et de danse » (ансамбль песни и пляски, аnsambl' piesni i pliaski, souvent abrégé en АПП, APP), suivi du nom de la branche armée à laquelle ils appartiennent. Il s'agit des ensembles suivants :
- Ensemble du district militaire ouest (AПП Западного военного округа)
- Ensemble du district militaire central (AПП Центрального военного округа)
- Ensemble du district militaire sud (AПП Южного военного округа)
- Ensemble du district militaire est (AПП Восточного военного округа)
- Ensemble des forces aérospatiales russes (AПП Воздушно-космических сил)
- Ensemble « Étoile rouge » des forces des fusées stratégiques de la fédération de Russie (ru) (AПП Ракетных войск стратегического назначения «Красная звезда»)
- Ensemble des troupes aéroportées de la fédération de Russie (AПП Воздушно-десантных войск)
- Ensemble de la flotte du Nord (AПП Северного флота)
- Ensemble de la flotte du Pacifique (AПП Тихоокеанского флота)
- Ensemble de la flotte de la mer Noire (AПП Черноморского флота)
- Ensemble de la flotte de la Baltique (AПП Балтийского флота)
- Ensemble de concert des « Bérets noirs » (AПП Концертный ансамбль «Черные береты»)
- Ensemble du district frontalier Ouest (ru) (АПП Краснознамённого Западного пограничного округа)

Ensembles ayant existé à l'époque soviétique :
- Ensemble du district militaire de Moscou (AПП Московского военного округа ou AПП МВО)
- Ensemble du district militaire de Léningrad (AПП Ленинградского военного округа ou AПП ЛВО)
- Ensemble du district militaire de Kiev (AПП Киевского военного округа ou AПП КВО)
- Ensemble du district militaire du Turkestan (en) (AПП Туркестанского военного округа)
- Ensemble des troupes de lutte antiaérienne du district militaire de Moscou (АПП Московского округа ПВО)
- Ensemble du district frontalier du Nord-Est (ru) (AПП Северо-Западного пограничного округа)
- Ensemble du district militaire de Bakou (ru) (AПП Бакинского округа пво)

## Genres et caractéristiques

### Chants et interprétations
Le répertoire des Chœurs de l'Armée rouge se compose essentiellement de chants traditionnels et sacrés, de musiques populaires, de chants patriotiques, de musiques militaires et d'airs d'opéra. On parle également de musique du monde lorsque l'on parle du genre musical des Chœurs de l'Armée rouge. De fait, en 2008, à l'occasion du 80e anniversaire de l'ensemble, le directeur Leonid Malev décrit la façon dont sont choisies les chansons à interpréter :

Bien sûr, tout dépend du répertoire, qui est assez vaste – plus de deux mille œuvres. En fonction du concert, nous choisissons un répertoire spécifique. Nous avons une règle que nous essayons de respecter. Dans chaque pays, nous chantons deux ou trois chansons dans la langue maternelle des habitants. En règle générale, cela favorise le contact et l'appréciation du public. Et pour nous, c'est une sorte de cadeau musical, pour honorer le pays hôte et son peuple. Par exemple, au Canada, lorsque nous avons chanté l'hymne national russe, les gens se sont levés pour témoigner leur respect à notre pays, et à la fin, nous avons entonné l'hymne national « Ô Canada ».
Un million de personnes, en Russie et à l'étranger, apprécient des chansons comme Kalinka, Katioucha, Smouglianka et d'autres chants de l'époque militaire, ainsi que Le Jour de la victoire, Les Yeux noirs, Vetcherny zvon et Les Nuits de Moscou. Toutes ces chansons sont connues grâce à la troupe de chants et de danses folkloriques Alexandrov et le public les écoute à chaque concert. Elles font partie intégrante de notre histoire ; ce sont de véritables chefs-d'œuvre. Il est intéressant de noter que La Guerre sacrée, écrite par Alexandre Vassilievitch Alexandrov en 1941, a aidé les soldats soviétiques à protéger leur patrie et est toujours populaire en Slovaquie, en Pologne et en Bulgarie. Ces publics l'écoutent debout et la trouvent touchante.
Pour nos concerts, nous recherchons de nouvelles œuvres musicales, car on ne peut vivre uniquement dans le passé. Mais à vrai dire, il est impossible d'imaginer nos concerts sans des œuvres de musique classique russe et ouest-européenne (Beethoven, Bach, Tchaïkovski et Moussorgski), qui font partie intégrante de l'histoire de l'humanité. Notre répertoire comprend non seulement des chants de l'époque militaire et des chants folkloriques, des airs d'opéra, des chants du monde et de la musique spirituelle, mais aussi des chants nouveaux comme Au service de la Russie d'Iliya Reznik, ainsi que des œuvres d'Edouard Hanka, Kim Breytburg, Sergueï Sachine et d'autres compositeurs et poètes contemporains.

L'ensemble académique Rosgvardi se démarque plus particulièrement des autres ensembles pour interpréter des chansons très diversifiées et inattendues comme Get Lucky, Sixteen Tons, ou même Sex Bomb.
Voici une liste non exhaustive d'œuvres qui ont été interprétées par les Chœurs de l'Armée rouge, tous ensembles confondus :
- À quoi rêves-tu, Croiseur Aurore ?
- Adelita
- Adieu à nos montagnes (ru)
- L'Adieu de Slavianka
- Adieu village natal
- Ah, les chemins... (en russe : Эх, дороги...)
- Ah, Nastassia (en russe : Эх, Настасья)
- Ah, toi la nuit (en russe : Эх, Ты Ноченька)
- Aliocha
- Annie Laurie (en)
- Attendez votre soldat
- Au cœur de la steppe
- Au-delà des rivières
- Ave Maria
- Bella ciao
- Boudienny a rencontré les cosaques[47]
- Chanson d'une jeunesse sans repos
- Chanson de Chtchors
- Chanson de Prague
- Chœur de l'opéra Ernani
- Conquest of Paradise
- Dalae
- Dans la forêt près du front (en В лесу́ прифронтово́м)
- Dans la tranchée
- Défends soldat !
- Douce nuit, sainte nuit
- En route
- Esclavage et souffrance
- Fischia il vento
- Gandzia
- Glory alleluia
- Happy Together
- Hey, il y a le village
- Humat Al-Hima
- Hymne national de l'Union des républiques socialistes soviétiques
- Hymne national de la fédération de Russie
- Il brûle, le Soleil de la mer Noire
- Il est temps de se mettre en route (en russe : Пора в путь-дорогу)
- Ils ont pris leur pardessus, et sont rentrés à la maison (chanson de Boulat Okoudjava)
- Invincible et légendaire (ru) (en Несокрушимая и легендарная)
- It's a Long Way to Tipperary (version entendue dans le film Le Bateau)[48]
- Je revenais de Berlin (en russe : Ехал я из Берлина)
- Je sors dans la rue
- Je t'emmènerai dans la toundra
- Je vous ai aimé
- Jingle Bells
- Jouravli (en russe : Журавли́)
- Kalinka
- Kamarinskaïa (en russe : Кама́ринская)
- Katioucha
- Konakovo (en russe : Конако́во)
- Korobeïniki (en russe : Коробе́йники)
- La Cavalerie rouge
- La Chanson de la marine rouge
- La chanson de la Presnya rouge
- La Chanson de route
- La chanson de Vorochilov
- La Chanson d'échelon
- La Cloche monotone sonne (en russe : Однозвучно гремит колокольчик, Odnozvoutchno gremit kolokoltchik)
- La forêt de Bryansk (ru)
- La légendaire Sébastopol
- Douze brigands (en russe : Сказание о двенадцати разбойниках, d'après un poème de Nikolaï Nekrassov)
- La Marche du 26 juillet
- La Marseillaise
- La Neige chaude
- La nuit des marins
- La Patrie (en russe : Родина)
- La tempête de neige balaie la rue (Metelitsa, poème de Dmitri Glebov, musique d'Alexandre Varlamov)
- La Terre vierge
- La valse des sous-mariniers
- La Varsovienne
- La ville de Rostov
- L'aigle vole haut (en russe : высоко орел летает)
- L'armée était en marche
- L'Armée rouge est la plus forte
- Le Bouleau
- Le casque de Boudienny
- Le Chant des artilleurs (ru)
- Le Chant des défenseurs de Moscou
- Le Chant des défenseurs de Toula (ru) (en russe : Тульская оборонная)
- Le Chant des martyrs
- Le Chant des partisans
- Le Chant des survivants (chanté en russe)
- Le Chœur des chasseurs
- Le Dniepr (en russe : Песня о Днепре)
- Le Drapeau sacré de Lénine (en russe : Святое ленинское знамя)
- Le Galop de la troïka
- Le Jour de la victoire (en russe : День Победы)
- Le long de la Piterskaïa (en russe : Вдоль по Пи́терской)
- Le Printemps de Berlin
- Le Rocher sur la Volga
- Le Soleil s'est caché derrière la montagne (en russe : Солнце скрылось за горою)
- Le Tocsin de Buchenwald
- Cabaletta de Manriko
- L'Élégie
- L'Enfant au tambour
- Lénine est toujours avec nous
- Les Bateliers de la Volga
- Les Braves cosaques du Don
- Les Cloches du soir (ru) (en Вечерний звон, Vetcherni svon)
- Les commissaires
- Les Cosaques
- Les Défenseurs de la patrie
- Les musiciens
- Les Nuits de Moscou (en russe : Подмосковные Вечера)
- Les Rossignols de Russie
- Les Rossignols (en russe : Соловьи)
- Les Russes veulent-ils la guerre ?
- Les Samovars
- Les vagues froides déferlent (ru)
- Les Yeux noirs (en russe : Очи чёрные)
- L'infanterie est l'infanterie
- Ma joie
- Marche de l'opéra de Faust
- Mélodie
- Minuit, chrétiens
- Mon amour
- Mon armée
- Mon beau sapin
- Mon Moscou
- Moscou-Pékin
- Ne pleure pas jeune fille
- Noël à Rîmnicu
- Noël blanc
- Non, je ne regrette rien
- Notre puissance
- Ogoniok
- Ohé, sur le chemin
- Par les monts et par les vallées (en russe : По долинам и по взгорьям)
- Partisan Jelezniak (sur Anatoli Jelezniakov)
- Petit Papa Noël
- Plaine, ma plaine (en russe : Полюшко-поле)
- Poème sur l'Ukraine
- Qu'êtes-vous devenus, camarades de combat ? (ru) (en Где же вы теперь, друзья-однополчане ?)
- Restons amis !
- Si la chance nous sourit
- Smouglianka (en russe : Смугля́нка)
- Sombre Nuit[49] (en russe : Тёмная ночь)
- Souliko (en russe : Сулико́)
- Sous les drapeaux du sport
- Sous les étoiles des Balkans
- Stenka Razine (en russe : Сте́нька Ра́зин)
- Guerre sacrée (en russe : Свяще́нная война́)
- Tatchanka
- Tchapaev, le héros
- Toujours soldat
- Tri martolod
- Tri tankista (en russe : Три танкиста)
- Troïka
- Un cosaque chevauche au-delà du Danube (en russe : Ехал казак за Дунай)
- Un salut de soldats
- Un soir sur le bateau
- Une belle ville au nord
- Les vagues de l'Amour
- Varègue
- Vive notre État (en russe : Да здра́вствует на́ша держа́ва !)

### Instruments traditionnels
Si le genre des Chœurs de l'Armée rouge se démarque toujours par son originalité, c'est aussi principalement grâce aux instruments traditionnels et originaux russes qu'ils utilisent :
- la domra : ancêtre de la balalaïka, la domra voit le jour au XVIe siècle ; elle a une caisse ronde, un long manche à trois cordes en métal et existe en plusieurs tailles.
- la balalaïka : instrument de musique russe à cordes, de la catégorie des luths, la balalaïka descend de la domra. Cet instrument se caractérise par une caisse triangulaire qui existe, elle aussi, en plusieurs tailles.
- le bayan : accordéon chromatique de Russie.
- le basson russe : ce basson tire son origine du modèle Regibo de 1789. Il est en bois, compte trois ou quatre parties détachables et se termine par une cloche, ou une tête droite, peinte, ou en laiton.
- le cor russe : cor de chasse droit ou légèrement courbé, de grand calibre, existe dans différentes tailles, de 20 centimètres à 210 centimètres, et il peut être en cuivre ou en laiton.

L'introduction des instruments comme la balalaïka et la domra au sein des Chœurs de l'Armée rouge, et des orchestres militaires russes en outre, est portée par Vassili Andreïev, qui a œuvré à l'introduction de la tradition russe au sein de la musique militaire russe de manière générale.

### La chorale
Dans un monde idéal, tout compositeur, lorsqu'il envisage des arrangements d'une telle envergure que ceux enregistrés par les Chœurs de l'Armée rouge, pourrait raisonnablement exiger l'ensemble complet des voix d'hommes — basses, ténors, altos et sopranos, ce afin d'avoir accès à toute la gamme des effets tonals. Alexandre Alexandrov, son premier directeur, commença sa formation à la Cathédrale de Kazan à Saint-Pétersbourg, qui avait sans doute un chœur possédant la gamme vocale complète.

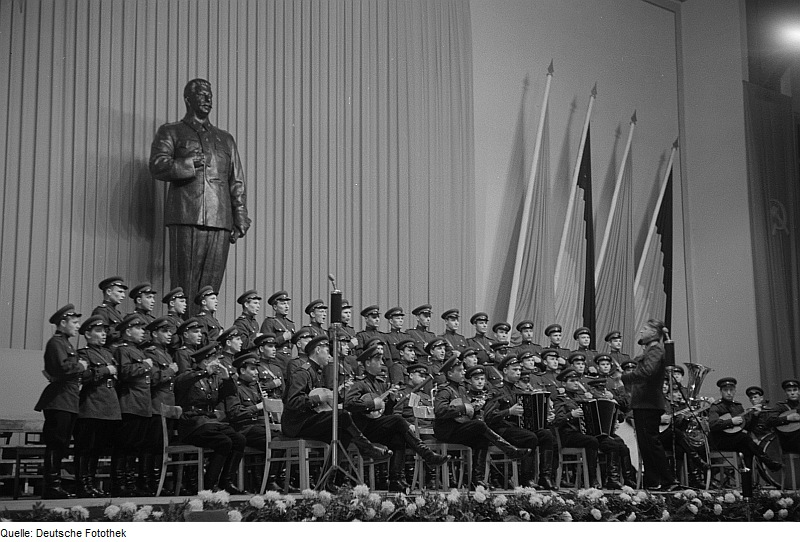
Le Chœeur en 1952

Cependant, pendant la majeure partie de son histoire, le chœur n’a été composé que de basses et de ténors. Alexandre Alexandrov a plusieurs fois demandé à ses supérieurs la permission d'inclure des choristes enfants, mais cette demande a été refusée. Plusieurs raisons possibles expliquent ce refus :
- Le budget était limité ou contrôlé : en tant qu'orchestre de l'Armée rouge, son budget — bien que généreux à son apogée dans les années 1950 et 1960 — couvrait probablement uniquement les salaires et les dépenses du personnel militaire, et peut-être que l'ajout d'autres chanteurs devait être justifié par les règlements de l'armée.
- Les choristes enfants ne pouvaient pas participer aux tournées en temps de guerre : pendant la Seconde Guerre mondiale, la fonction principale de l'Ensemble était de divertir les troupes et de maintenir le moral dans les zones dévastées par la guerre. Ce n’était pas un environnement acceptable pour des jeunes garçons.
- Les tuteurs féminins pour les choristes garçons en tournée pourraient causer un scandale : représentant l'URSS à l'intérieur et à l'extérieur du pays, l'Ensemble portait le poids de la « morale publique » soviétique, qui était soigneusement contrôlée. Emmener des garçons choristes en tournée à l'étranger aurait nécessité la présence de tuteurs féminins, et des rumeurs de comportements inappropriés lors de tournées auraient pu détruire des carrières musicales[51].

Il y a aussi plusieurs raisons positives à l'absence de choristes enfants dans l'Ensemble, en particulier dans les décennies où il établissait son identité à la fois à l'intérieur et à l'extérieur du pays :
- Si le chœur représentait l'Armée rouge, alors il devait avoir l’apparence de l’armée, ce qui excluait les enfants choristes.
- Des choix limités donnent à l’Ensemble un caractère unique. Lorsqu'un compositeur est confronté à des choix limités, cela peut introduire de la discipline et de la tension dans ses compositions, et une grande œuvre peut naître de telles tensions. Des choix limités peuvent conférer aux compositions une identité et un caractère distincts. Les voix puissantes de 80 Russes hautement formés, avec leur production de voyelles caractéristique des langues slaves et leur contrôle impressionnant de la dynamique et du timbre, rendent le chœur de l’Ensemble unique pour l’oreille occidentale. Là où les notes aigües manquantes dans des accords étendus sont compensées par des balalaïkas, des bayanes (et peut-être quelques contreténors), le chœur acquiert une qualité extraordinaire qui le rend unique.

Ainsi, lors de la deuxième tournée de l’Ensemble au Royaume-Uni en 1963, un critique du Times exprime son étonnement à la première rencontre avec ce chœur :
 « Ce que Verdi aurait pensé du chœur puissant de Ernani accompagné principalement de balalaïkas et d'accordéons mérite réflexion. » 
 – et en même temps, il déclare : « Leur chant et leur danse sont d’une qualité spectaculaire ».

#### Composition du chœur
Dans les années 1950, une division typique (qui variait selon les chansons) comprenait : (1) les contre-ténors ; (2) les premiers ténors ; (3) les deuxièmes ténors ; (4) les barytons ; (5) les premiers basses ; (6) les deuxièmes basses ; (7) les basso profundo. C'était un luxe pour Boris Alexandrovitch Alexandrov de pouvoir ainsi composer, mais l’Ensemble comptait 475 membres, dont 220 choristes avant le milieu des années 1950. Tous partaient en tournée à l'étranger au début. Mais en 1955, Khrouchtchev décida de réduire le chœur à 80 personnes et interdit les tournées dans les pays capitalistes à partir de cette date ; seules les tournées nationales et les visites dans les pays du Pacte de Varsovie, ainsi que dans les pays ayant de fortes relations avec l'URSS, étaient autorisées.

#### Taille du chœur
Le chœur semble fonctionner de manière optimale avec un minimum de 80 chanteurs. La plupart des films et photographies de l'Ensemble à son apogée, y compris le Concert de la paix de Berlin de 1948, montrent un chœur d’au moins 80 chanteurs. Cette taille permet de produire l'effet sonore caractéristique des voix massées de l’Ensemble, tout en offrant au compositeur ou à l’arrangeur la possibilité de composer pour plusieurs parties dans les sections de basse et de ténor. Par exemple, dans la chanson Le chant du Dniepr, une ligne de basso profondo apparaît soudainement dans le refrain aux deux tiers de la chanson, créant un effet puissant.
En revanche, lors de la tournée du Royaume-Uni en 1988, l’Ensemble ne comptait que 36 choristes. Le professionnalisme et la discipline caractéristique de l’Ensemble maintenaient de bons standards de performance, mais le chœur plus petit manquait de la sonorité puissante et des voix massées dont le public se souvenait des tournées de 1956 et 1963.

### Les solistes
Voici une liste non exhaustive de solistes notoires de l'ensemble depuis sa création.
- Alexandre Krouzé
- Alexeï Sergueïev (ru)
- Boris Chapenko
- Boris Diakov
- Boris Jaïvoronok
- Dmitri Bykov (chanteur)
- Constantine Guerassimov (ru)
- Édouard Labkovski
- Evgueni Beliaïev
- Evgueni Boulotchnikov
- Grigori Ossipov
- Gueorgui Vinogradov
- Igor Volkov
- Ivan Boukreïev
- Ivan Stoliar
- Leonid Kharitonov
- Leonid Pchenitchni
- Maxime Maklakov
- Nikolaï Gres
- Roman Baloutov
- Vadim Ananiev (ru)
- Vadim Rouslanov (ru)
- Valéry Gavva
- Vassili Chtefoutsa (ru)
- Vassili Elisseïev
- Victor Nikitine (ru)
- Victor Sanine

Quasiment tous les solistes sont associés à certaines chansons en fonction de leur tessiture. Ainsi les solistes Vadim Ananiev, Victor Nikitine et Evgueni Beliaïev sont indissociables de la chanson Kalinka, par exemple. Vadim Ananiev et Victor Nikitine ont d'ailleurs reçu le surnom de « Mister Kalinka ».

### La troupe de danse
La troupe de danse est composée de 60 danseurs des deux sexes. Ils interprètent des danses folkloriques ainsi que des danses écrites spécialement pour l'Ensemble.

### Le chœur d'enfants
Le chœur d'enfants « Alexandrov » a été fondée en 2007. Le chef d'orchestre Leonid Malev déclare à leur sujet :

Ce n'est un secret pour personne : plus on travaille avec les enfants, plus leurs perspectives d'épanouissement social sont grandes. Nous avons sollicité le ministère de la Défense pour organiser cette chorale, et la demande a été acceptée. Le 1er octobre 2007 marquait l'inauguration de l'école créative d'éducation musicale et esthétique pour enfants « Alexandrov ». Cet événement est devenu un événement important pour le 80e anniversaire de l'ensemble.
La première soirée de la chorale d'enfants « Alexandrov », le 26 décembre, au Bal des Épaulettes d'Or des Cadets, s'est déroulée comme sur des roulettes. Par la suite, les enfants ont participé à de nombreux concerts, dont le dernier en date sur le Mont Poklonnaïa, en mémoire de la tragédie de Beslan, dans le cadre de la Journée de la Ville, les 3 et 7 septembre. Il convient de souligner l'excellente directrice de l'école, Nina Anatolievna Poutilina, qui s'investit pleinement dans l'éducation de cette génération méritante. Nous œuvrons activement pour l'éducation de la nouvelle génération en matière de santé physique, spirituelle et morale. Ici, les enfants s'initieront à la musique vocale et à l'art oratoire ; ils assimileront les meilleures pratiques de leurs professeurs. La chorale d'enfants fait désormais partie intégrante de la vie de l'Ensemble et participe à ses concerts importants. Nous prévoyons d'organiser des tournées ensemble.

## Compositeurs associés
Liste non exhaustive des principaux compositeurs et paroliers, dont les œuvres ont été interprétées par les Chœurs de l'Armée rouge :
- Alexandra Pakhmoutova
- Alexandre Alexandrov
- Alexandre Sobolev (ru).
- Alexeï Fatianov.
- Alexeï Sourkov
- Anatoli Novikov
- Boris Mokrousov
- Constantin Listov.
- David Toukhmanov (ru).
- Dmitri Pokrass
- Édouard Kolmanovski (ru).
- Evgueni Evtouchenko
- Mark Fradkine
- Evgueni Jarkovski (ru).
- Gueorgui Nosov (ru).
- Iakov Chvedov (ru).
- Isaac Dounaïevski
- Isaak Schwarz
- Lev Knipper
- Lev Ochanine
- Matveï Blanter
- Mikhaïl Issakovski
- Mikhaïl Matoussovski
- Mikhaïl Svetlov
- Nikita Bogoslovski
- Oscar Feltsman
- Robert Rojdestvenski
- Tikhon Khrennikov
- Vano Mouradeli
- Vassili Agapkine
- Vassili Lebedev-Koumatch
- Vassili Soloviov-Sedoï
- Veniamine Basner
- Vladimir Chaïnski
- Vladimir Kharitonov (ru).
- Yan Frenkel